# Belegnagel

Belegnagel, unten in Nagelbank

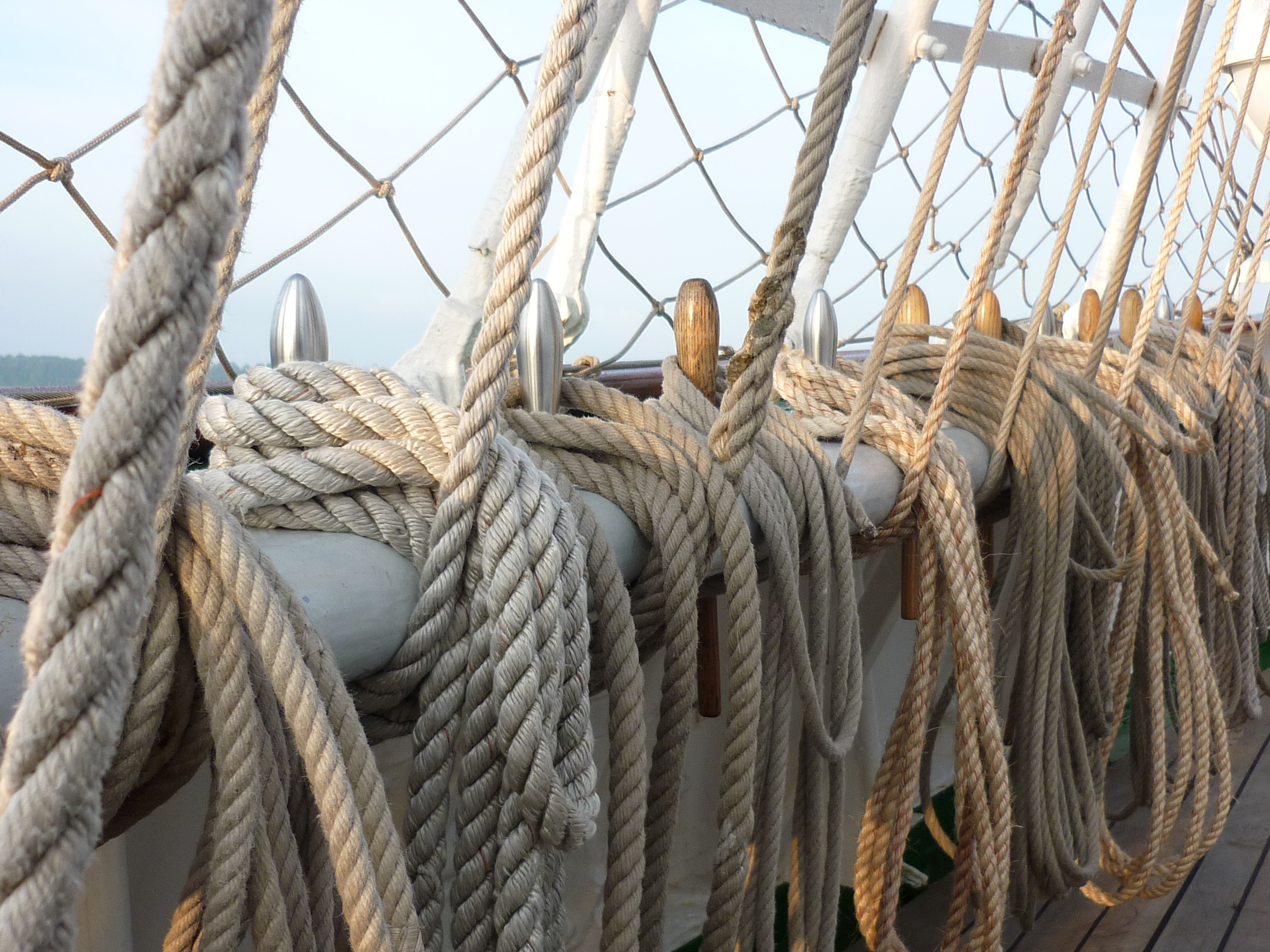
Nagelbank der Greif, gut erkennbar die Nägel aus verschiedenen Materialien

Ein Belegnagel ist ein kurzer, oben meist abgerundeter und unten verjüngter Stab, der auf Segelschiffen verwendet wird, um an ihm die Taue des laufenden Gutes zu belegen, das heißt, festzumachen. Belegnägel werden in dafür vorgesehene Halteeinrichtungen gesteckt, die Nagelbänke, für die oft eine Geduld (Querbalken zwischen Betingen) genutzt wird. Auf Schiffen mit Bedarf an vielen Belegnägeln, das heißt, vor allem auf rahgetakelten Schiffen, wurden die Nagelbänke zum Teil zu Mastgärten angeordnet.
Belegnägel wurden zunächst in Holz gefertigt, seit den 1830er-Jahren auch zunehmend aus Metall. Sie werden bewusst in ihren verschiedenen Materialien und Größen eingesetzt. Durch den gefühlten Temperaturunterschied zwischen Holz und Metall ist eine Zuordnung der Taue zu den Nägeln möglich. Dies ist zum Beispiel bei schlechter Sicht hilfreich. Auf Großseglern und traditionell betriebenen kleineren Booten sind nach wie vor Belegnägel im Einsatz, auf modernen Schiffen übernehmen meist Klampen die Funktion von Belegnägeln.